# HS-601
HS-601 (с 2000 года BSS-601, Boeing-601) — коммерческая космическая платформа для телекоммуникационных спутников, разработанная Hughes Space and Communications Company. Для компании это была первая платформа с трёхосной стабилизацией. HS-601 разрабатывалась с 1985 года и в 1987 была впервые представлена на выставке Telecom-87. Первым спутником построенным на этой платформе стал Optus B1 (запущен на орбиту 13 августа 1992 года), последним — TDRS-M (версия Boeing-601HP, запущен на орбиту 18 августа 2017 года). После вхождения Hughes Space and Communications Company в компанию Boeing Satellite Systems платформа стала называться BSS-601 или Boeing-601. Платформа HS-601 (Boeing-601), включая модификации, является одной из самых успешных коммерческих космических платформ.

## Устройство
В 1980-х годах проявилась потребность в создании коммуникационных спутников большой мощности. Космическая платформа HS-376, активно продвигавшаяся на рынке компанией Hughes Space and Communications Company, имела мощность от 800 до 1000 Вт и несла до 24 транспондеров. Простое увеличение мощности требовало увеличения геометрических размеров платформы до величины превосходящей размеры обтекателей ракет-носителей того времени. Инженеры компании предложили модульную схему космической платформы, энерго-питание которой обеспечивали солнечные батареи, которые складывались гармошкой. Платформа должна была состоять из двух блоков: базового блока и блока коммерческой нагрузки, в котором размещалось оборудование связи заказчика космического аппарата. Предполагалось, что модульная конструкция позволит работать над созданием базового блока и полезной нагрузки параллельно, что должно было сократить время производства до 12 месяцев от момента заказа до готовности к запуску.
Платформа HS-601 была разработана для прямого телевещания на параболические антенны малого диаметра, а также для обеспечения мобильной связи в рамках небольших частных сетей. Разработка началась в 1985 году и в 1987 была впервые представлена в Швейцарии на выставке Telecom-87. Базовая версия несла на борту 48 транспондеров, которые обеспечивались энергосистемой мощностью 4800 Вт. В 1995 году была представлена модернизированная версия HS-601HP: 60 транспондеров и мощность до 10 кВт. Инновации коснулись в первую очередь энерго-систем с использованием солнечных батарей на основе арсенида галлия и систем электрореактивных двигателей XIPS. Кроме этого существовала модификация HS-601MEO, которая имела упрощённую двигательную систему и была предназначена для работы на средней околоземной орбите. Эта модификация не предусматривала довыведение спутника с помощью собственной двигательной установки. Конструктивно платформа состояла из двух модулей: служебного модуля и модуля полезной нагрузки. В служебном модуле располагались системы управления, навигации, электропитания и др. Модуль полезной нагрузки имел сотовую структуру и обеспечивал монтаж и электропитание оборудования заказчика. Система терморегулирования основывалась на тепловых трубках. Приводы солнечных батарей монтировались на двух противоположных гранях корпуса и разворачивались с помощью тросовых приводов. Антенны можно было располагать на трёх плоскостях платформы.
Масса платформы 4135 кг, высота 2,29 м, ширина (с раскрытыми солнечными батареями) 18,3 м. Система ориентации платформы определяет своё положение по датчикам Земли и Солнца. Для поддержания ориентации в пространстве используются два гиродина на 61 Н·м·с и трёхосевой двигатель ARC, тягой 22 Н. Маневровым двигателем служит R-4D-11-300, тягой 490 Н. Оба двигателя — двухкомпонентные, работающие на топливной паре метилгидразин и азотный тетраоксид. 1658 кг топлива хранятся в четырёх сферических баках. Основным источником электропитания были две солнечные батареи. Каждая батарея состоит из трёх секций размером 2,16×2,54 м. В базовой версии ячейки солнечных батарей делались из кремния на кевларовой подложке, в версии HP использовался арсенид галлия. Для работы на затенённых участках использовались никель-водородные аккумуляторы. Установка ксенонового электрореактивного двигателя XIPS (версия HS-601HP) позволила увеличить срок службы спутников до 12—15 лет.

## Применение
Первой компанией, заказавшей спутники связи на основе платформы HS-601, стал австралийский оператор связи Aussat. В 1988 году было подписано соглашение на 500 млн долларов. Первый спутник Optus-B1 был запущен на орбиту 13 августа 1992 года. В том же году была попытка вывести на орбиту Optus-B2, но ракета-носитель взорвалась при запуске и спутник погиб. Запасной спутник Optus-B3 был успешно запущен в 1994 году.
ВМС США в 1988 году выбрали платформу HS-601 для развёртывания системы связи на основе 11 спутников UHF Follow-On satellites. Первый был выведен на орбиту в 1993 году, одиннадцатый — в 2003.

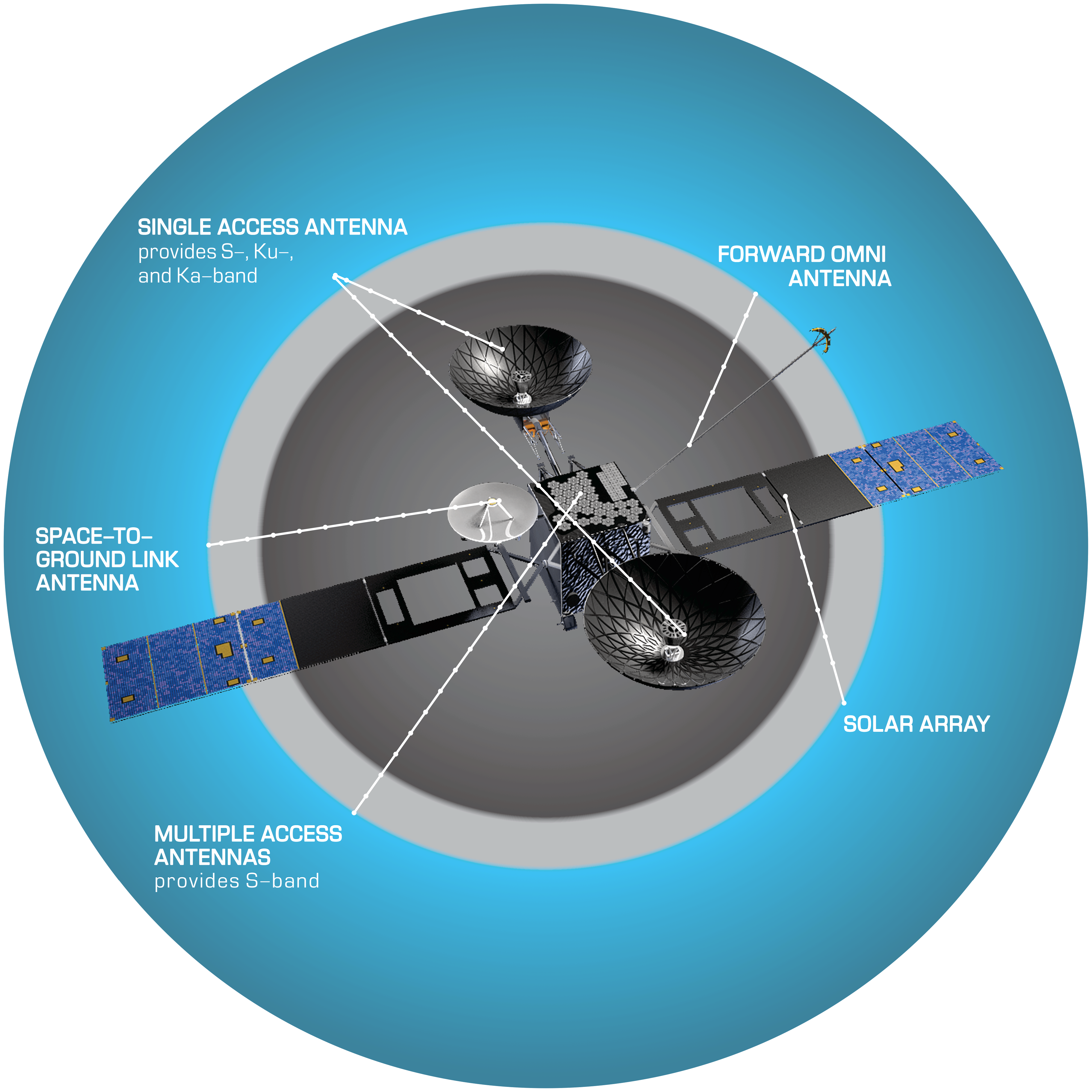
Устройство спутника TDRS-L на платформе Boeing-601 (HS-601)

В 1990 году канадский оператор Spar Aerospace заключил договор на производство спутников AMSC-1 и MSAT-1, которые были запущены в космос в 1995 и 1996 годах. На спутнике AMSC-1 впервые были использованы инновационные овальные антенны размером 16×22 фута.
В 1991 году европейский оператор связи SES заказал два спутника связи Астра 1C и Астра 1D, которые были успешно запущены в 1993 и 1994 годах. Впоследствии SES заказало ещё несколько спутников на платформе HS-601 и HS-601HP.
В 1991 году мексиканская компания Satmex выбрала платформу HS-601 для изготовления спутников SatMex-3 (Solidaridad I) и SatMex-4 (Solidaridad II). Спутники были запущены в 1993 и 1994 годах.
PanAmSat с 1991 года активно использовал платформу HS-601 для изготовления спутников PAS. Первый спутник PAS-2, был запущен в 1994 году.
В 1993 году индонезийская компания PT Satelit Palapa Indonesia заказала два спутника серии Palapa C, которые начали работу на орбите в 1996 году.
APT Satellite Holdings в 1993 году заключила контракт на производство спутника ApStar-2, который погиб при запуске в 1995 году.
В 1995 году компания Japan Satellite Systems запустила спутник JCSAT-3, созданный на основе HS-601. Впоследствии было заказано ещё несколько спутников на этой платформе.
В 1995 году НАСА заключило контракт на изготовление спутников связи в рамках проекта TDRS. Спутник серии TDRS-M, запущенный 18 августа 2017 года, был последним аппаратом созданным на основе платформы HS-601.
В 1995 году Space Communications Corp выбрала платформу HS-601 для изготовления Superbird-C, а впоследствии ещё несколько спутников серии Superbird.
В 1996 году Asia Satellite Telecommunications Co Ltd (AsiaSat) выбрала платформу HS-601HP для производства AsiaSat-3, а впоследствии ещё нескольких спутников. Запуск AsiaSat-3 был частично успешным и он не смог выйти на геостационарную орбиту. Спутник удалось спасти, использовав уникальную орбиту с гравитационным манёвром вокруг Луны. Таким образом спутник на основе HS-601HP оказался первым коммерческим спутником связи достигшим окрестностей Луны.
В 1998 году НАСА и NOAA выбрали платформу HS-601 для создания геостационарных метеорологических спутников по программе GOES. Первый из трёх спутников был запущен в 2003 году.
В 2006 году был запущен малайзийский спутник MEASAT-3.
Всего на 10 октября 2012 года было запущено 86 спутников.

## Проблемы эксплуатации
Являясь одной из самых массовых космических платформ, семейство HS-601 столкнулось с большим количеством сбоев и отказов. Первой массовой проблемой был отказ управляющего процессора. Причиной оказался эффект «оловянных усов»: припой, использовавшийся при монтаже электронных компонентов, в условиях космического пространства обрастал «усами», которые приводили к короткому замыканию. По этой причине было повреждено от 7 до 25 космических аппаратов. Второй значительной проблемой были аномалии работы электрореактивного двигателя XIPS, которая возникла при эксплуатации как минимум четырёх аппаратов. Кроме этого, возникали проблемы с аккумуляторами на борту спутников. Эти причины отрицательным образом повлияли на отношение страховых компаний к космическим аппаратам на платформе семейства HS-601. В результате компания Boeing решила отказаться от этой платформы и стала активно продвигать космическую платформу Boeing-702, которая не имела выше указанных проблем.
1995 год:
- PAS-4 — сбой процессора управления космическим аппаратом (без прекращения функционирования);

1998 год:
- DirecTV-1 — сбой процессора управления космическим аппаратом (без прекращения функционирования);
- Galaxy-4 — отказ процессоров управления космическим аппаратам (полная потеря аппарата);
- Galaxy-7 — сбой в процессорах управления космическим аппаратам (без прекращения функционирования);
- PAS-5 — проблемы с солнечной батареей (частичная потеря функциональности);
- HGS-1 (на момент запуска AsiaSat-3) — проблемы с раскрытием солнечных батарей (частичная потеря функциональности);
- Palapa-C1 — сбой контроллера заряда аккумулятора (частичная потеря функциональности);

1999 год:
- Solidaridad-1 — сбой процессора управления космическим аппаратом (без прекращения функционирования);

2000 год:
- Galaxy-7 — отказ процессоров управления космическим аппаратам (полная потеря аппарата);
- Solidaridad-1 — сбой процессора управления космическим аппаратом (без прекращения функционирования);
- TDRS-8 — проблемы с антенной множественного доступа (частичная потеря функциональности);

2001 год:
- Galaxy-3R — отказ процессора управления космическим аппаратом (без прекращения функционирования);

2002 год:
- DirecTV-1 — отказ процессора управления космическим аппаратом (без прекращения функционирования);
- TDRS-9 — частичная потеря давления в топливном баке (без прекращения функционирования);

2003 год:
- Galaxy-4R — сбой двигателя XIPS (сокращён срок эксплуатации);
- PAS-6B — сбой двигателя XIPS (сокращён срок эксплуатации);
- M-Sat-1 — выход из строя двух усилителей мощности (частичная потеря функционала);

2004 год:
- Galaxy-10R — сбой двигателя XIPS (сокращён срок эксплуатации);
- Galaxy-8i — сбой двигателя XIPS (сокращён срок эксплуатации);
- Superbird-A2 (на момент запуска Superbird-6) — частичная потеря давления в топливном баке (спутник не был введён в эксплуатацию);

2005 год:
- JCSar-1B — сбой одного из двигателей (временная потеря функционирования);

2006 год:
- Galaxy-3R — сбой резервного процессора управления космическими аппаратами (полная потеря аппарата).

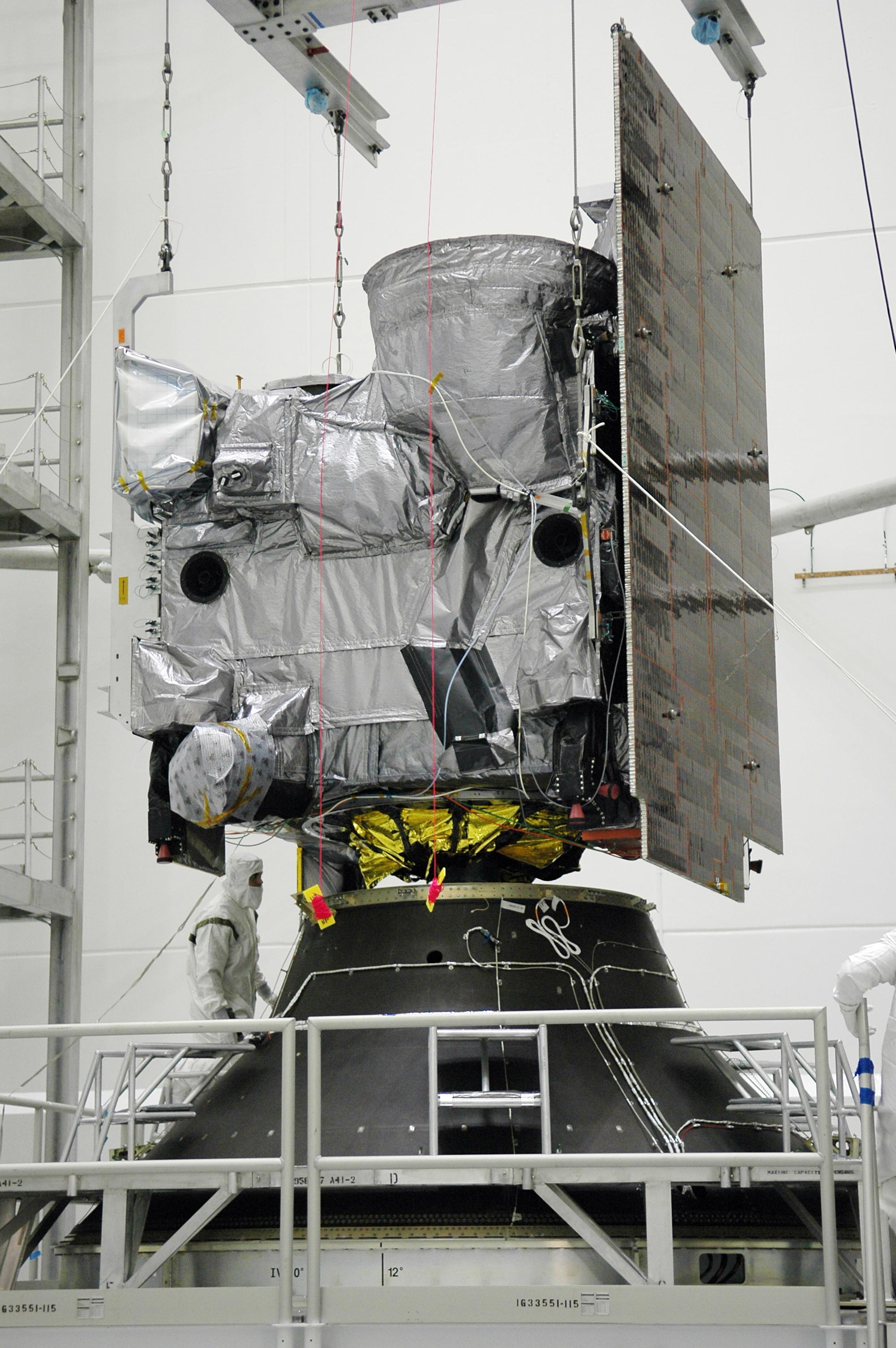
Три спутника серии GOES были единственными не телекоммуникационными спутниками на платформе HS-601
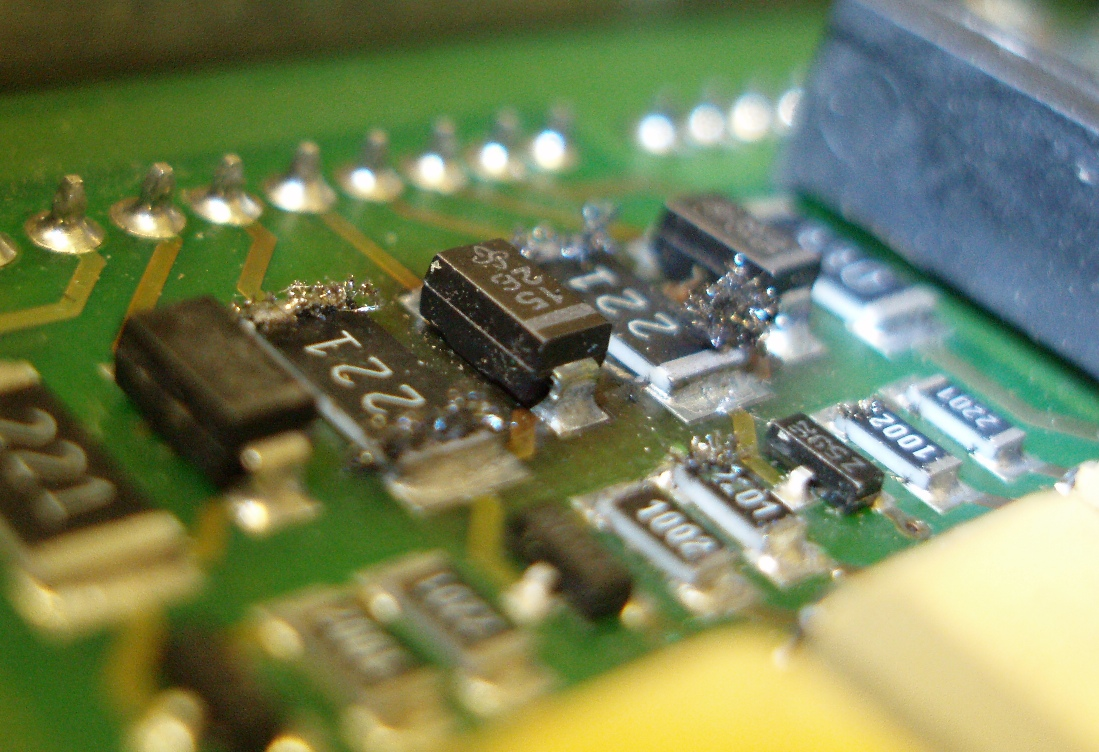
Подобные «оловянные усы» привели к сбоям в работе нескольких спутников на основе платформы HS-601